# Rezeptionsmodalitäten
Rezeptionsmodalitäten sind ein uneinheitlich verwendetes Konzept in der Medienpsychologie. Der Begriff beschreibt in der Regel Klassifizierung verschiedener Arten, wie ein Rezipient Medieninhalte wahrnimmt und verarbeitet.
Die Unterscheidung von Rezeptionsmodalitäten wird in der Mediennutzungsforschung verwendet, um Wirkung von Medien sowie Nutzerverhalten zu beschreiben und zu erklären.